# C4ISTAR
C4ISTAR es un acrónimo en inglés usado para representar el grupo de funciones militares definidas por C4 (el cerebro de un militar), I (el conocimiento en el cerebro), y STAR (los ojos de un militar), orientadas a permitir la coordinación de operaciones.
C4ISTAR y sus términos relacionados pueden ser usados para referirse a infraestructura, un rol de unidades militares, o procedimientos empleados.

## Mando, Control, Comunicaciones, Computación (Command, Control, Communications, Computers)
Los términos Mando y Control se refieren a la habilidad del comandante militar para dirigir sus fuerzas. La suma de Comunicaciones al grupo de términos refleja el hecho de que se requieren comunicaciones para permitir la coordinación. En la guerra moderna, la Computación también es un componente clave. Las variantes más comunes de este acrónimo son:
| Sigla  | Significado                                                                             | Traducción                                                                            |
| ------ | --------------------------------------------------------------------------------------- | ------------------------------------------------------------------------------------- |
| C2/C&C | Command, Control                                                                        | Mando, Control                                                                        |
| C2IS   | Command, Control, Information Systems                                                   | Mando, Control, Sistemas de Información                                               |
| C3     | Command, Control, Communications                                                        | Mando, Control, Comunicaciones                                                        |
| C3I    | Command, Control, Communications, Intelligence                                          | Mando, Control, Comunicaciones, Inteligencia                                          |
| C4     | Command, Control, Communications, Computers                                             | Mando, Control, Comunicaciones, Computación                                           |
| C4I    | Command, Control, Communications, Computers, Intelligence                               | Mando, Control, Comunicaciones, Computación, Inteligencia                             |
| C4I2   | Command, Control, Communications, Computers, Intelligence, Interoperability             | Mando, Control, Comunicaciones, Computación, Inteligencia, Interoperabilidad          |
| C4ISR  | Command, Control, Communications, Computers, Intelligence, Surveillance, Reconnaissance | Mando, Control, Comunicaciones, Computación, Inteligencia, Vigilancia, Reconocimiento |
| C5I    | Command, Control, Communications, Computers, Combat Systems, Intelligence               | Mando, Control, Comunicaciones, Computación, Sistemas de Combate, Inteligencia        |

## Inteligencia, Vigilancia, Adquisición de Objetivos, Reconocimiento (Intelligence, Surveillance, Target Acquisition, Reconnaissance)
ISTAR es por Inteligencia, Vigilancia, Adquisición de Objetivos y Reconocimiento. Describe métodos de observación del enemigo y de la propia área de operaciones. Sus variantes incluyen:
| Sigla | Significado                                                      | Traducción                                                          |
| ----- | ---------------------------------------------------------------- | ------------------------------------------------------------------- |
| I     | Intelligence                                                     | Inteligencia                                                        |
| S&R   | Surveillance, Reconnaissance                                     | Vigilancia, Reconocimiento                                          |
| ISR   | Intelligence, Surveillance, Reconnaissance                       | Inteligencia, Vigilancia, Reconocimiento                            |
| STA   | Surveillance, Target Acquisition                                 | Vigilancia, Adquisición de Objetivos                                |
| STAR  | Surveillance, Target Acquisition, Reconnaissance                 | Vigilancia, Adquisición de Objetivos, Reconocimiento                |
| STANO | Surveillance, Target Acquisition, Night Observation              | Vigilancia, Adquisición de Objetivos, Observación Nocturna          |
| RSTA  | Reconnaissance, Surveillance, Target Acquisition                 | Reconocimiento, Vigilancia, Adquisición de Objetivos                |
| ERSTA | Electro-Optical Reconnaissance, Surveillance, Target Acquisition | Reconocimiento Electro-Óptico, Vigilancia, Adquisición de Objetivos |

## C4ISTAR
Muchos subconjuntos de estos elementos son usados, o han sido usados en el pasado, como acrónimos. Estos incluyen:
| Sigla   | Significado                                                                                      | Traducción                                                                                         |
| ------- | ------------------------------------------------------------------------------------------------ | -------------------------------------------------------------------------------------------------- |
| C3ISR   | Command, Control, Communications, Intelligence, Surveillance, Reconnaissance                     | Mando, Control, Comunicaciones, Inteligencia, Vigilancia, Reconocimiento                           |
| C3ISTAR | Command, Control, Communications, Intelligence, Surveillance, Target Acquisition, Reconnaissance | Mando, Control, Comunicaciones, Inteligencia, Vigilancia, Adquisición de Objetivos, Reconocimiento |
| C4ISR   | Command, Control, Communications, Computers, Intelligence, Surveillance, Reconnaissance          | Mando, Control, Comunicaciones, Computadores, Inteligencia, Vigilancia, Reconocimiento             |

- Datos: Q91095580